# ナゲナワグモ
ナゲナワグモ（投げ縄蜘蛛、英語: bolas spider）は、北アメリカに生息する ナゲナワグモ属 Mastophora のクモである。投げ縄で獣を捕らえるようにして虫を捕らえることが名の由来である。節足動物門クモ綱クモ目コガネグモ科に属する。

## 特徴
このクモは体長1 - 2cm、ハート形の腹部には両肩部分に丸い膨らみがある。夜行性で、昼間は葉の裏などに隠れ、夜になると出てくる。低木の枝先に足場を組んだように糸を張り、そこにぶら下がると、先端に粘液の球がついた糸をぶら下げる。ナゲナワグモはこの状態で静止し、獲物の昆虫が近づくとその糸を振り回し、昆虫を粘液球に接触させる。獲物がくっつくと、糸を引き上げ捕食する。
オーストラリアのイセキグモ属 Ordgarius も同様の方法で虫捕りをする。日本に分布するイセキグモ属のクモが、同じ方法をすることが発見され、それらもナゲナワグモと呼ぶことがある。
日本でナゲナワグモの習性を持つのは、コガネグモ科イセキグモ属に属するマメイタイセキグモとムツトゲイセキグモの2種である。いずれも熱帯系のクモであり、日本では本州南部以南に分布し、採集例はきわめて少ない。この習性の発見はめったに採れないクモを捕らえ、（分布記録を報文に書くうえで必要な標本を失うリスクがあるなか）あえて庭に放して観察することを決断した在野のクモ類研究家、新海栄一の勇気によるものである。それによると、このクモは枝先にぶら下がり、第2脚から粘球をつけた糸をぶら下げ、時折それを振り回し、虫が近づくと円を描くように振り回したという。

## 捕食法のしくみ
このような捕食法で、クモの生活が成立するほど十分な餌を捕らえられるものか、疑問を持つのは当然である。実際の観察から、このクモがある範囲の種類のガばかりを捕食していることが明らかとなった。しかも、そのガが雄ばかりであることが分かった。これらの事実に基づいて研究が行われた結果、このクモの粘液球には、そのグループのガの雌が放出する誘引フェロモンに類似する物質が含まれていることが分かった。つまりこのクモは化学的にガの雌に擬態し、それによって雄のガを引き付け餌を得ているのである。アメリカのナゲナワグモでは、この疑似フェロモン物質は分離、特定されている。

## 投げ縄行動の由来
このような特殊な習性が、どのようにして進化し得るものか、それを想像することは難しい。現在のところ、近縁の属のものの習性を比較することで、ある程度の見当が示されている。
- トリノフンダマシ属のクモは、夜間に非常に目の粗い水平の円網を張る。この網の横糸は、かなり長く、たるんでいる。そして、虫が引っ掛かると、横糸は縦糸との接点のどちらかで切れ、ぶら下がる。クモは糸の先にぶら下がった虫を引き上げて捕らえる。この横糸は弾力性が強く、虫が暴れてもなかなかちぎれず虫に絡み付く。このクモの獲物もガが多いことが知られており、化学的擬態が疑われている。

- ツノトリノフンダマシ属の網はトリノフンダマシの網の一部だけを残した形をしている。つまり、放射状に張られた縦糸は数本だけが長く、他は短く終わる。方向によって横糸数に大きな差があり、片寄った円網になる。横糸は獲物がかかると片方の端で切れて、クモは獲物を吊り上げる。

- ツキジグモ属は、希少な1種のみからなる。その網は、縦糸に極端な長さの差があり、横糸は長い縦糸の間にだけ張られている。つまり、トリノフンダマシの網のうち、ある方向の扇型部分と、中心付近だけが残った形の三角形の網になっている。

つまり、円網から、次第に横糸が少なくなって行く一連の進化があると思われる。おそらく、化学的擬態でガを呼び集める能力と共に、網を簡略縮小していった結果、網は枠糸のみとなり、横糸を一本ぶら下げるだけの形になったものがナゲナワグモだと考えられる。また、そういった視点でナゲナワグモが餌とりの時に作る足場を見ると、円網の中心部と同じ構成になっていると言う。

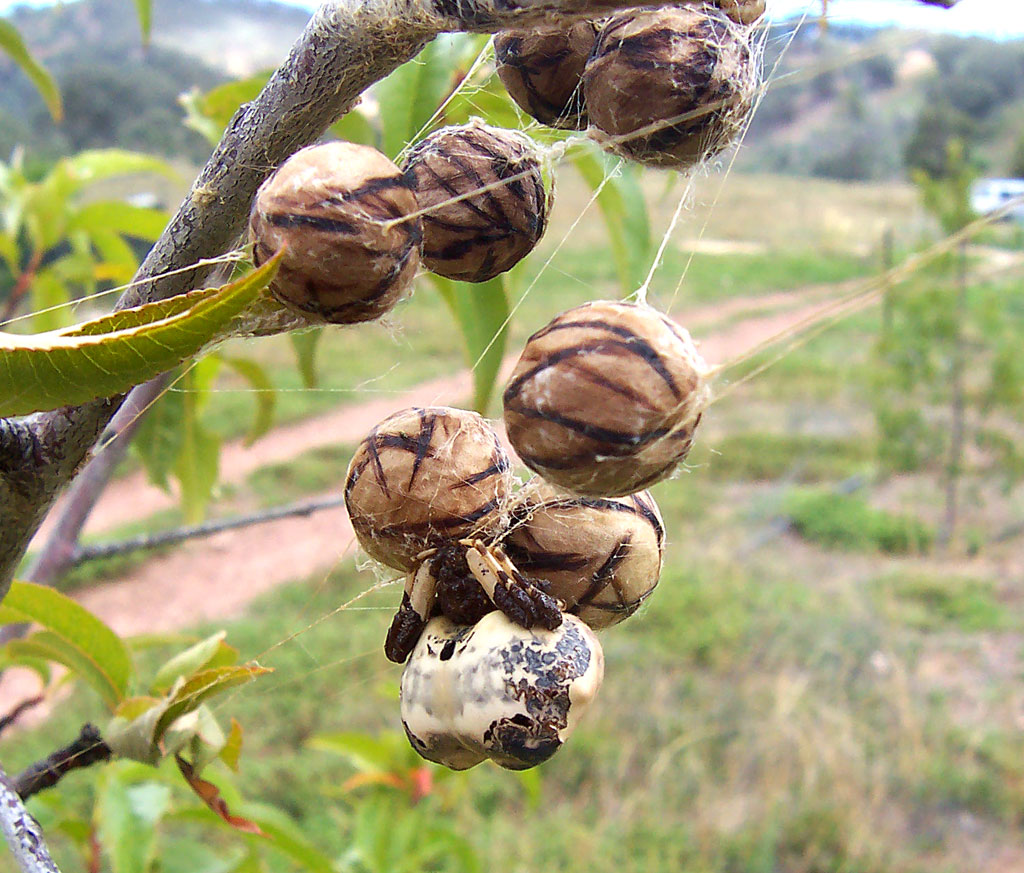
ナワナシナゲナワグモ とその卵嚢。オーストラリアに棲むこのクモは、投げ縄さえ使わず、夜間にフェロモン類似物質で誘引したオスのヨトウガの1種を脚で捕らえる。

同じコガネグモ科に属する中南米のカイラグモ属 Kaira spp. やオーストラリアの ナワナシナゲナワグモ属 Celaenia spp.などは、葉先に足場状に糸を組んでぶら下がり、前足を広げて待機し、ガがやってくるとその脚で捕まえる。これらのクモも、足場に組んでいる糸にフェロモン類似物質が含まれ、ガを誘引している。投げ縄さえ作らなくなったものもいるわけである。

## 分類
Araneidae コガネグモ科
- Mastophora ナゲナワグモ属
- Ordgarius イセキグモ属
- Cyrtarachne トリノフンダマシ属 - トリノフンダマシ
- Paraplectana サカグチトリノフンダマシ属
- Pasilobus ツキジグモ属
- Kaira カイラグモ属
- Celaenia ナワナシナゲナワグモ属